# Riforma mariana dell'esercito romano
La riforma mariana dell'esercito romano rappresentò uno dei momenti principali della storia dell'esercito romano, che vide in Gaio Mario, per sette volte console romano, l'artefice della riorganizzazione della macchina da guerra romana, rimasta in vigore per oltre 70 anni, fino alla successiva riforma augustea. I soldati venivano adesso sottoposti ad un addestramento che non s'era mai visto in precedenza. Venivano addestrati a sopportare senza lamentarsi le fatiche delle lunghe marce di avvicinamento, ad allestire accampamenti e alla costruzione di macchine da guerra, tanto da meritarsi il soprannome di muli di Mario.

## Contesto storico
Verso la fine del II secolo a.C. Roma si era trovata coinvolta in una guerra in Numidia dove, per la mancanza di attrattiva di qualsiasi genere, era quasi impossibile reperire nuove reclute. Il problema si era andato nel corso dell'ultimo secolo sempre più ampliando. Non a caso, al termine della seconda guerra punica vi fu una nuova riduzione del censo minimo richiesto per passare dalla condizione di proletarii (o capite censi) ad adsidui, ovvero per prestare il servizio militare all'interno delle cinque classi, come aveva stabilito nel VI secolo a.C., Servio Tullio. Si era, infatti, passati nel corso di tre secoli da un censo minimo di 11.000 assi ai 4.000 degli anni 214-212 a.C. (pari alle 400 dracme argentee di Polibio alla fine del III secolo a.C.) fino ai 1.500 assi riportati da Cicerone e databili agli anni 133-123 a.C., a testimonianza di una lenta e graduale proletarizzazione dell'esercito romano, alla continua ricerca di armati, in funzione delle nuove conquiste nel Mediterraneo. A questo punto, quindi, è chiaro che molti dei proletari ex nullatenenti erano stati nominalmente ammessi tra gli adsidui.
Da questa premessa il console di quell'anno, Gaio Mario, decise di aprire le legioni a chiunque, che fosse o meno possidente, come ci racconta Sallustio:
(Gaio Sallustio Crispo, Bellum Iugurthinum, LXXXVI.)

## Riforma

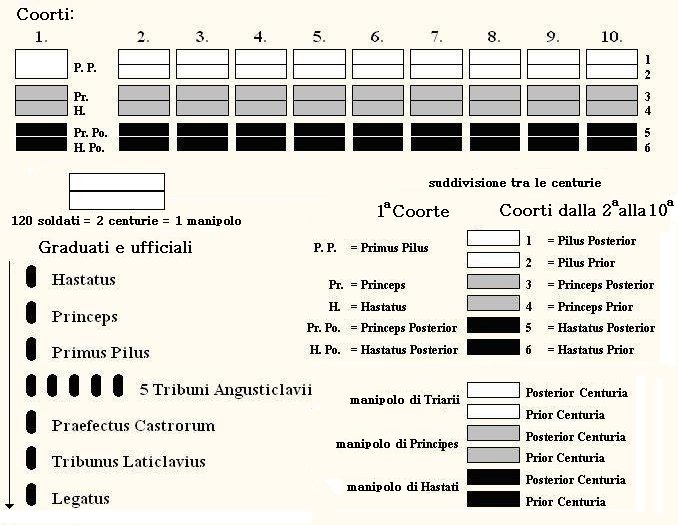
Struttura della legione imperiale dopo la riforma mariana.

In un processo noto come riforma mariana, il console romano Gaio Mario portò avanti un programma di riforme dell'esercito romano. Nel 107-104 a.C., tutti i cittadini potevano accedere all'arruolamento, indipendentemente dal benessere e dalla classe sociale. Questa mossa formalizzava e concludeva un processo, sviluppatosi per secoli, di graduale rimozione dei requisiti patrimoniali per l'accesso al servizio militare.

### Struttura del nuovo esercito
La distinzione tra hastati, principes e triarii, che già era andata assottigliandosi, era ufficialmente rimossa, e fu creata quella che, nell'immaginario popolare, è la fanteria legionaria, che formava una forza omogenea di fanteria pesante. I suoi componenti erano reclutati tra stirpi di cittadini romani: all'epoca di Mario, la cittadinanza romana era ancora limitata agli abitanti di vari centri dell'Italia romana (verrà pochi anni dopo estesa a tutti gli abitanti dell'Italia in seguito alla guerra sociale), mentre lo ius Latii era presente, oltre che in Italia e in Gallia cisalpina, anche in una manciata di colonie di diritto latino situate nelle province occidentali. All'interno poi delle singole centurie i legionari formavano gruppi di 8-10 soldati, chiamati contubernium, a capo dei quali veniva posto un decanus (o caput contubernii). Questa nuova unità ebbe una grande importanza a livello strutturale nella legione (non forse a livello tattico), sia nella gestione interna della centuria, sia per la vita quotidiana che gli 8-10 soldati compivano insieme, montando la tenda al termine di una lunga marcia in territorio nemico, dividendo i pasti e condividendo molte delle comuni fatiche della vita militare.
Veniva, inoltre, abolita sia la cavalleria legionaria (equites), sia la fanteria leggera di cittadini dei velites, che furono però sostituiti con speciali corpi di truppe ausiliarie o alleate (socii), a supporto e complemento della nuova unità legionaria, che potevano consistere anche di mercenari stranieri.
A causa della concentrazione delle legioni di cittadini in una forza di fanteria pesante, le armate romane dipendevano dall'affiancamento di cavalleria ausiliaria di supporto. Per necessità tattica, le legioni erano quasi sempre accompagnate da un numero eguale o superiore di truppe ausiliarie più leggere, che erano reclutate fra i non cittadini dei territori sottomessi. Un esempio relativo a questo periodo di manipolo ausiliare provinciale, fu quello arruolato nella provincia di Galazia.

### Organizzazione tattica
Durante le invasioni dei Cimbri e dei Teutoni le armate romane avevano subito alcune sconfitte anche a causa della nuova tattica del cuneus adottata dalle popolazioni germaniche. Si trattava di una formazione molto compatta e profonda che mirava a devastare il centro dello schieramento avversario. Per questo motivo, Gaio Mario, intuì che c'era la necessità di cambiare la tattica tradizionale per poter finalmente contrastare il nemico germanico, tattica che si era rivelata già disastrosa ai tempi della guerra annibalica. Egli adottò così uno schieramento più compatto (che potesse fronteggiare il devastante impatto del cuneus germanico), ma allo stesso tempio più flessibile, in modo tale da poter agire autonomamente all'interno dello schieramento legionario, e potendo così aggirare i fianchi del nemico (unico punto debole) e metterlo in gravi difficoltà.
L'organizzazione interna tattica subiva, pertanto, un cambiamento fondamentale: il manipolo (formato da sole due centurie) perse ogni funzione tattica in battaglia (non invece quella amministrativa) e fu sostituito, come unità di base della legione, da 10 coorti (sull'esempio di ciò che era già stato anticipato da Scipione l'Africano un secolo prima), ora numerate da I a X. Furono, come si è accennato prima, eliminate le divisioni precedenti tra Hastati, Principes e Triarii, ora tutti equipaggiati con il pilum (arma da lancio, che sostituiva l'hasta, che fino ad allora era in dotazione ai Triarii).

### Gerarchia interna
Ogni coorte era formata da tre manipoli oppure da sei centurie, composte a loro volta da un centurione, un optio, un signifer, un cornicen (che si alternava con un tubicen nello stesso manipolo, ma dell'altra coorte) e 60 legionari, per un totale di 64 armati a centuria, ovvero 384 a coorte. La legione contava così 3.840 fanti. A capo di ogni legione fu, in seguito, posto un legatus pro praetore (dal 67 a.C.), che faceva le veci del console in sua absentia.

### Paga, età, durata del servizio militare e veterani
Il servizio attivo permanente subiva così un importante cambiamento nel 107 a.C.. La Repubblica romana fu costretta ad assumersi l'onere di equipaggiare e rifornire le truppe legionarie, permettendo a tutti, compresi i nullatenenti, di arruolarsi. L'età minima per i volontari (non più costretti a prestare il servizio di leva) era ora stabilita a 17 anni, quella massima a 46. Il servizio durava invece fino ad un massimo di 16 anni (honesta missio). Si trattava della prima forma di un esercito di professionisti dove era abolita la coscrizione per censo, mentre i soldati veterani, che dall'esercito traevano quotidiano sostentamento (vitto e alloggio, oltre all'equipaggiamento), ottennero una pensione sotto forma di assegnazioni di terre nelle colonie e, più tardi, anche della cittadinanza romana. A loro Mario e poi i successivi comandanti concedevano anche di dividere il bottino razziato nel corso delle campagne militari.

### Insegne legionarie
Durante il consolato del 104 a.C. introdusse, infine, la possibilità per ogni legione di distinguersi dalle altre, assumendo un simbolo proprio (il toro, il cinghiale, il leone, ecc.), per creare maggior attaccamento all'unità di appartenenza e spirito di gruppo, in modo da combattere sia per la paga sia per la patria. Ora le legioni potevano distinguersi, le une dalle altre, grazie a specifiche insegne e numerazioni, proprio perché non erano più "sciolte" al termine di una campagna militare, ma, al contrario, erano divenute unità permanenti, che con gli anni acquisivano una loro storia, fatta di ricompense e riconoscimenti per le vittorie dalle stesse conseguite nel corso delle guerre.

## Sviluppi successivi fino alla riforma augustea

### Introduzione della "riserva" tattica sotto Silla (88-85 a.C.)

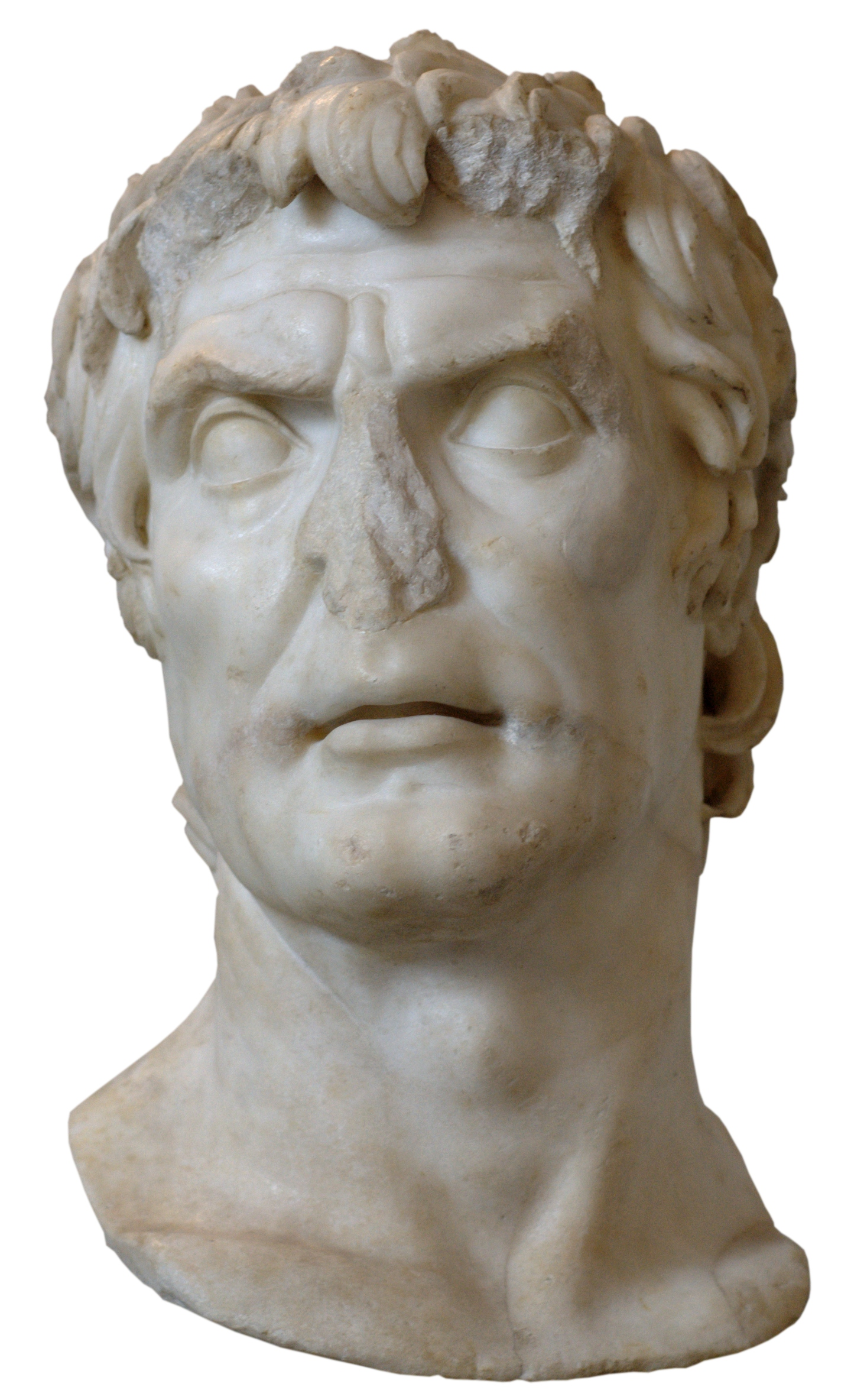
Busto di Lucio Cornelio Silla.

Sembra invece che si debba ascrivere a Lucio Cornelio Silla un'importante innovazione tattica utilizzata poi nei secoli successivi, vale a dire l'introduzione della "riserva" sul campo di battaglia. Questa unità, utilizzabile in caso di estrema necessità, fu creata per la prima volta nel corso della battaglia di Cheronea dell'86 a.C. Lo storico Giovanni Brizzi ricorda, infatti, che l'ala sinistra dello schieramento romano, comandato da Lucio Licinio Murena, fu salvato grazie all'intervento di questa "riserva" tattica comandata dai legati Quinto Ortensio Ortalo e Galba.

### Esercito di Cesare (58-44 a.C.)

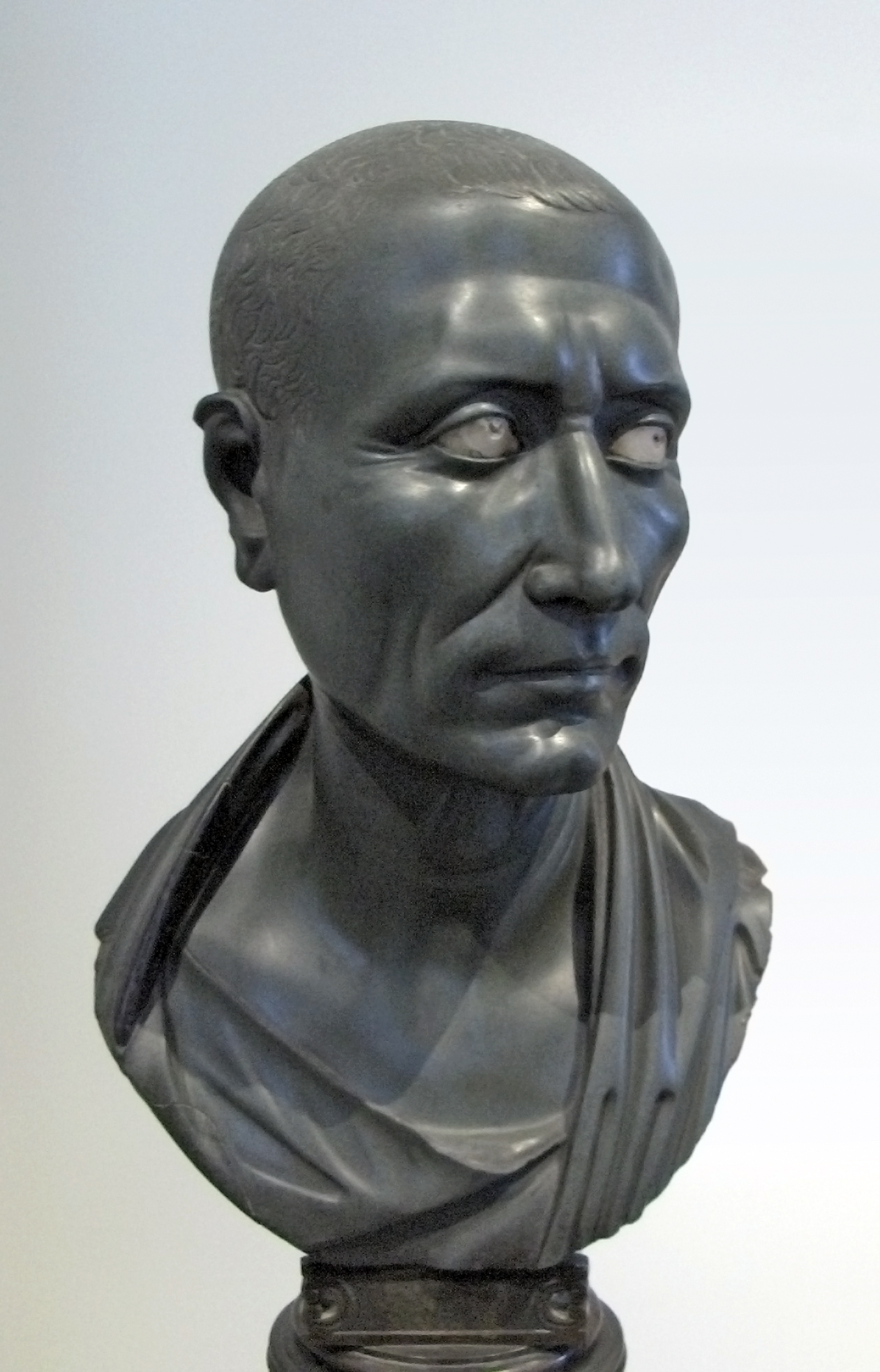
Busto di Gaio Giulio Cesare, conservata all'Altes Museum di Berlino.

Gaio Giulio Cesare è considerato da molti autori moderni e contemporanei del suo tempo il più grande genio militare della storia romana. Egli riuscì a stabilire con i suoi soldati un rapporto tale di stima e devozione appassionata, da poter risanare la disciplina senza inutili durezze.

#### Paga, donativi e nuovocursus honorum
Cesare non tolse ai suoi soldati, nel corso della conquista della Gallia, la possibilità di far bottino, ma i legionari dovevano aver ben chiaro l'obiettivo finale della campagna e le loro azioni non dovevano condizionare i piani operativi del comandante. Conscio della miseria dei suoi soldati, Cesare, di sua iniziativa, nel 51-50 a.C. raddoppiò la paga passandola da 5 a 10 assi al giorno (pari a 225 denarii annui), tanto che il salario del legionario rimase invariato fino al periodo dell'imperatore Domiziano (81-96).
Egli, contrariamente a quanto avevano fatto molti dei suoi predecessori che fornivano alle truppe donativi occasionali, reputò fosse necessario dare continuità al servizio che i militari fornivano, istituendo per il congedo il diritto ad un premio in terre, secondo l'uso che fino ad allora era stato a totale discrezione del solo comandante.
Creò un cursus honorum per il centurionato che si basava sui meriti del singolo individuo: a seguito di gesti di particolare eroismo, alcuni legionari erano promossi ai primi ordines, dove al vertice si trovava il primus pilus della legione. Ma poteva anche avvenire che un primus pilus venisse promosso a tribunus militum. Il merito permetteva, così, anche ai militari di umili origini di poter accedere all'ordine equestre. Si andava indebolendo, pertanto, la discriminazione tra ufficiali e sottufficiali e si rafforzava lo spirito di gruppo e la professionalità delle truppe.

#### Nuove forme di reclutamento
Cesare arruolò i suoi legionari nel corso degli otto anni di guerra gallica, sia tra i transpadani (che abitavano a nord del Po e godevano di diritto latino), sia tra i cispadani (muniti di cittadinanza romana e residenti a sud del medesimo fiume), nella Gallia cisalpina. Importante fu anche la novità apportata agli inizi del 52 a.C., quando fu costretto ad arruolare una milizia di 22 coorti tra la popolazione nativa della Gallia Narbonense, che in seguito costituì la base della legio V Alaudae.

#### Progressi tecnici dell'ingegneria militare

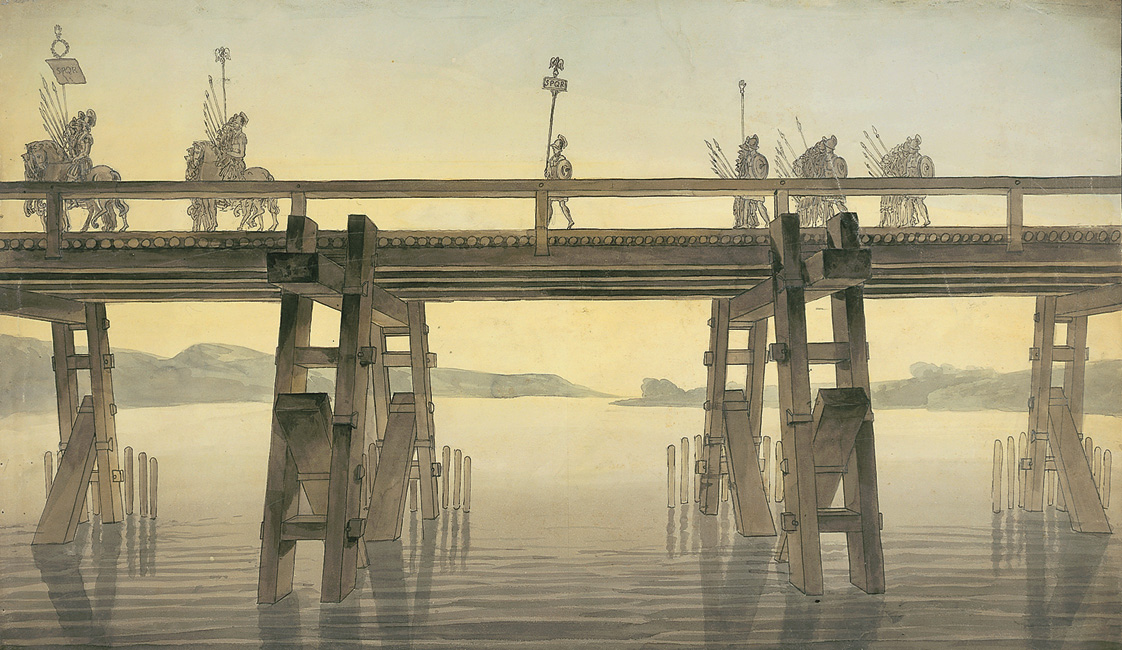
Il ponte di Cesare sul Reno realizzato nel 55 e 53 a.C.

Nel settore dell'ingegneria militare Cesare apportò innovazioni determinanti, con la realizzazione di opere sorprendenti costruite con grande perizia ed in tempi rapidissimi. Vale la pena ricordare il ponte sul Reno costruito in pochi giorni per ben due volte, o la rampa d'assedio costruita durante l'assedio di Avarico. Cesare scoprì infine, nel corso della Conquista della Gallia e in particolare durante l'assedio di Alesia, il principio dell'accoppiamento delle fortificazioni, che sarebbe stato utilizzato quasi duecento anni più tardi da Adriano nel corso della costruzione del famoso Vallo in Britannia, tra il fiume Tweed ed il Solway.

#### Flotta romana
Un esempio dell'efficienza della marina da guerra romana accadde nel 56 a.C., quando Cesare organizzò una spedizione punitiva contro i Veneti, una popolazione marittima della Gallia stanziata presso la foce della Loira. A questo scopo requisì alcune navi da carico ai popoli alleati e fece costruire delle galee che equipaggiò con rematori e marinai della Gallia Narbonense. Non sono pervenute descrizione di queste galee, ma è presumibile che si trattasse di triremi, quinqueremi e liburne.
Le triremi erano lunghe circa 40 metri e larghe 5; disponevano di 170 remi, su tre ordini, manovrati ciascuno da un solo uomo. Imbarcavano anche 30 marinai e 120 legionari. Le quinqueremi avevano le stesse dimensioni e, sembra, 160 remi su tre ordini; i rematori erano 270: probabilmente c'erano più uomini per ogni remo. Imbarcavano 30 marinai e 200 legionari.
Le liburne erano navi più piccole, leggere e veloci, armate con 82 remi disposti su due ordini.
I Veneti disponevano invece di imbarcazioni a vele quadre, lunghe da 30 a 40 metri e larghe da 10 a 12, senza remi. Erano molto alte sul livello dell'acqua, per cui gli equipaggi erano protetti dai proietti romani. Durante la battaglia navale svoltasi presso Lorient, che vide la flotta di Cesare combattere contro 220 navi venete, i Romani riuscirono a rimontare lo svantaggio iniziale tagliando le drizze dei loro avversari: le vele di cuoio caddero, immobilizzando così i Veneti e permettendo ai Romani l'abbordaggio.

#### Innovazioni tattiche
Un'importante innovazione tattica, nella sua non ortodossa condotta della guerra, si ebbe nel gioco combinato di azioni difensive ed offensive, grazie all'introduzione di una riserva mobile, utilizzata molte volte durante la conquista della Gallia, in particolare durante l'ultimo attacco della coalizione dei Galli durante la battaglia di Alesia, o nella guerra civile, nella battaglia di Farsalo contro Pompeo.
Il costante contatto con il mondo dei Celti e dei Germani indusse Cesare a rivalutare la cavalleria nel corso della conquista della Gallia. Ne fece un impiego crescente negli anni, tanto che le unità di cavalleria acquisirono una loro posizione permanente accanto alla fanteria delle legioni ed a quella ausiliaria. Reclutò tra le sue file soprattutto Galli e Germani a partire dalla fine della guerra gallica, inquadrando queste nuove unità sotto decurioni romani, con grado pari a quello dei centurioni legionari. L'equipaggiamento dei cavalieri era costituito da un sago, una cotta di maglia in ferro, l'elmo e probabilmente uno scudo rotondo. La sella era di tipo gallico, con quattro arcioni, ma senza staffe. I cavalli erano probabilmente ferrati come da tradizione gallica. Come armi da offesa portavano il gladio e il pilum, o un'asta più pesante detta contus.
Da questi accorgimenti nacque anche l'importante innovazione tattica delle coorti equitate, costituite da corpi di cavalleria misti a quelli di fanteria, sull'esempio del modo di combattere di molte tribù germaniche, tra cui i Sigambri. Esse furono utilizzate da Cesare con continuità a partire dall'assedio finale di Alesia. In questa unità tattica, dove a ciascun cavaliere era abbinato un uomo a piedi, si combinavano i vantaggi della cavalleria con quelli della fanteria, permettendo a queste due tipologie di armati di completarsi vicendevolmente e proteggersi in modo più efficace

#### Nuovo sistema strategico
Egli fu, inoltre, il primo a comprendere che la dislocazione permanente (in forti e fortezze), non più semi-stanziali, di una parte delle forze militari repubblicane (legioni e truppe ausiliarie) doveva costituire la base per un nuovo sistema strategico di difesa globale lungo i confini del mondo romano, in particolare in quelle aree "a rischio". Tale sistema fu, infatti, ripreso ed attuato dal suo erede e successore, Ottaviano Augusto, che ne potenziò i criteri base, adattandolo al costituendo Impero romano, ed attribuendo le forze armate alle cosiddette province "non pacate" (vedi sotto).